# カート・ジェームズ
カート・ジェームズ（Kurt James、1967年5月27日 - ）は、アメリカ合衆国カリフォルニア州パロアルト出身のヘヴィメタルギタリスト、作曲家。
マイク・バーニーが率いるシュラプネル・レコードよりDr Mastermindでリリースされている。
また、1988年。Rommel（元エックスのJun（高井寿）とHikaruが結成）と言う日本のバンドとDr Mastermindの曲でLiveを行っている。渋谷公会堂で日本公演ライブを行なった。
2018年5月、グラハム・ボネット・バンドのツアーに参加する事が発表された。